# Mysmenopsis tibialis
Mysmenopsis tibialis là một loài nhện trong họ Mysmenidae.
Loài này thuộc chi Mysmenopsis. Mysmenopsis tibialis được Elizabeth Bangs Bryant miêu tả năm 1940.